# Sainte-Hélène-sur-Isère
Sainte-Hélène-sur-Isère és un municipi francès situat al departament de la Savoia i a la regió d'Alvèrnia-Roine-Alps. L'any 2007 tenia 1.094 habitants.

## Demografia

### Població
El 2007 la població de fet de Sainte-Hélène-sur-Isère era de 1.094 persones. Hi havia 450 famílies de les quals 130 eren unipersonals (51 homes vivint sols i 79 dones vivint soles), 146 parelles sense fills, 146 parelles amb fills i 28 famílies monoparentals amb fills.
La població ha evolucionat segons el següent gràfic:
Habitants censats

### Habitatges
El 2007 hi havia 540 habitatges, 465 eren l'habitatge principal de la família, 38 eren segones residències i 37 estaven desocupats. 398 eren cases i 133 eren apartaments. Dels 465 habitatges principals, 300 estaven ocupats pels seus propietaris, 153 estaven llogats i ocupats pels llogaters i 12 estaven cedits a títol gratuït; 15 tenien una cambra, 46 en tenien dues, 89 en tenien tres, 124 en tenien quatre i 192 en tenien cinc o més. 384 habitatges disposaven pel capbaix d'una plaça de pàrquing. A 196 habitatges hi havia un automòbil i a 239 n'hi havia dos o més.

### Piràmide de població
La piràmide de població per edats i sexe el 2009 era:
| Homes | Edats   | Dones |
| ----- | ------- | ----- |
| 0     | 95 o +  | 0     |
| 0     | 90 a 94 | 0     |
| 4     | 85 a 89 | 20    |
| 8     | 80 a 84 | 4     |
| 4     | 75 a 79 | 20    |
| 16    | 70 a 74 | 24    |
| 20    | 65 a 69 | 16    |
| 12    | 60 a 64 | 12    |
| 24    | 55 a 59 | 4     |
| 44    | 50 a 54 | 52    |
| 40    | 45 a 49 | 20    |
| 52    | 40 a 44 | 52    |
| 60    | 35 a 39 | 28    |
| 44    | 30 a 34 | 52    |
| 16    | 25 a 29 | 28    |
| 32    | 20 a 24 | 20    |
| 32    | 15 a 19 | 20    |
| 40    | 10 a 14 | 60    |
| 48    | 5 a 9   | 24    |
| 40    | 0 a 4   | 28    |

## Economia
El 2007 la població en edat de treballar era de 731 persones, 576 eren actives i 155 eren inactives. De les 576 persones actives 552 estaven ocupades (306 homes i 246 dones) i 24 estaven aturades (9 homes i 15 dones). De les 155 persones inactives 55 estaven jubilades, 48 estaven estudiant i 52 estaven classificades com a «altres inactius».

### Ingressos
El 2009 a Sainte-Hélène-sur-Isère hi havia 445 unitats fiscals que integraven 1.100 persones, la mediana anual d'ingressos fiscals per persona era de 18.393 €.

### Activitats econòmiques
Dels 79 establiments que hi havia el 2007, 5 eren d'empreses extractives, 1 d'una empresa alimentària, 1 d'una empresa de fabricació d'elements pel transport, 5 d'empreses de fabricació d'altres productes industrials, 24 d'empreses de construcció, 11 d'empreses de comerç i reparació d'automòbils, 8 d'empreses de transport, 4 d'empreses d'hostatgeria i restauració, 2 d'empreses financeres, 1 d'una empresa immobiliària, 8 d'empreses de serveis, 5 d'entitats de l'administració pública i 4 d'empreses classificades com a «altres activitats de serveis».
Dels 30 establiments de servei als particulars que hi havia el 2009, 1 era una oficina de correu, 1 taller de reparació d'automòbils i de material agrícola, 3 autoescoles, 1 paleta, 1 guixaire pintor, 12 fusteries, 3 lampisteries, 3 electricistes, 2 perruqueries, 2 restaurants i 1 saló de bellesa.
Dels 4 establiments comercials que hi havia el 2009, 1 era una botiga de més de 120 m², 1 una fleca, 1 una botiga de material esportiu i 1 una floristeria.
L'any 2000 a Sainte-Hélène-sur-Isère hi havia 27 explotacions agrícoles que ocupaven un total de 185 hectàrees.

## Equipaments sanitaris i escolars
El 2009 hi havia 1 escola maternal i 2 escoles elementals.

## Poblacions més properes
El següent diagrama mostra les poblacions més properes.